# Keskimmäinen (sjö i Lapinlax, Norra Savolax)
Keskimmäinen är en sjö i kommunen Lapinlax i landskapet Norra Savolax i Finland. Den är 8,7 meter djup. Arean är 38 hektar och strandlinjen är 4,49 kilometer lång. Sjön  ingår i Vuoksens huvudavrinningsområde.   Den ligger omkring 62 kilometer norr om Kuopio och omkring 380 kilometer norr om Helsingfors. 